# Song Soon-chun
Song Soon-chun (in Hangŭl: 송순천; Icheon, 15 gennaio 1934 – 15 ottobre 2019) è stato un pugile sudcoreano.

## Palmarès

### Olimpiadi
- 1 medaglia:
  - 1 argento (Melbourne 1956 nei pesi gallo)

### Giochi asiatici
- 1 medaglia:
  - 1 bronzo (Tokyo 1958 nei pesi piuma)